# Grubenbau
Die Bezeichnung Grubenbau, auch einfach nur Bau genannt,  ist ein Oberbegriff für alle durch bergmännische Arbeiten geschaffenen Hohlräume. Grubenbaue, die annähernd in einer horizontalen Ebene liegen, werden unter dem Begriff Sohle zusammengefasst. Grubenbaue bezeichnet man auch als bergmännische Baue.

## Aufgaben der Grubenbaue
Grubenbaue dienen in erster Linie der Gewinnung der Mineralien. Die Grubenbaue werden dabei so eingeteilt und ausgelegt, dass eine optimale Ausbeutung der jeweiligen Lagerstätte gewährleistet ist. Neben diesen Grubenbauen gibt es auch Grubenbaue, die dazu dienen, dass in ihnen Maschinen aufgestellt werden. Weitere Aufgabe der jeweiligen Grubenbaue ist es, das Zu- und Ableiten des Aufschlagwassers für die Maschinen zu gewährleisten. Andere Grubenbaue dienen der Wasserlösung oder der Bewetterung. Jeder Grubenbau muss entsprechend seinen Aufgaben und nach bestimmten Regeln erstellt werden. Grubenbaue, die keinerlei Aufgaben mehr haben, werden abgeworfen, diese bezeichnet der Bergmann dann als Alter Mann.

## Arten von Grubenbauen
Grubenbaue werden zunächst einmal nach ihrer Nutzung eingeteilt. Dabei unterscheidet der Bergmann die Grubenbaue der Ausrichtung, Grubenbaue der Vorrichtung und die Grubenbaue des Abbaus. Eine weitere Einteilung der Grubenbaue ist die Einteilung der Grubenbaue in drei Hauptklassen. Versuchs- und Vorrichtungsbaue, Abbaue und Hilfsbaue. Zu den Ausrichtungsbauen gehören die Grubenbaue, die die Lagerstätte zugänglich machen. Hierzu gehören die Schächte, die Hauptstollen und die Hauptquerschläge und -strecken. Erfolgt die Ausrichtung der Lagerstätte über Stollen, so bezeichnet der Bergmann dieses als Stollenbau, erfolgt die Ausrichtung der Lagerstätte unterhalb des Stollenniveaus durch Schächte und Strecken, so nennt er es Tiefbau. Die Versuchsbaue, also die Baue für die Ausrichtung der Lagerstätte, sind die Grubenbaue, mit denen der Bergwerksbetreiber die wenigsten Erträge erwirtschaften kann. Der Grund dafür liegt darin, dass diese Grubenbaue überwiegend im tauben Gestein oder in Bereichen des Grubenfeldes aufgefahren werden, in denen nur wenig nutzbare Mineralien wie z. B. Erz vorhanden sind. Durch die Vorrichtungsbaue wird die Lagerstätte in entsprechende, für den Abbau passende, Abschnitte aufgeteilt. Zu den Vorrichtungsbauen gehören die Grundstrecken und Abbaustrecken, sowie die Abteilungsquerschläge. Hilfsbaue sind nicht unmittelbar an der Gewinnung der Mineralien beteiligt. Zu den Hilfsbauen zählen Unterbaue, Erbstollen, Wasserlösungsstollen, Wetterbohrlöcher und -schächte und Lichtlöcher. Zu den Grubenbauen des Abbaus zählen die Strebe, die Kammern und die Örter.

## Einteilung nach der Abmessung und dem Verlauf
Aufgrund der Form und Abmessung unterscheidet man zwischen normalen Grubenbauen und untertägigen Räumen. Bei den untertägigen Räumen unterscheidet man Großräume und sonstige Räume. Zu den Großräumen zählen Füllörter und Maschinenkammern. Sonstige Räume sind die Pferdeställe, die Gezähekammern, Verbandstoffkammern und die Sprengstoffkammern. Nach dem Verlauf der Grubenbaue unterscheidet man horizontale, seigere und geneigte Grubenbaue. Zu den horizontalen Grubenbauen gehören alle Strecken, Stollen und Querschläge. Die Grubenbaue können im Gestein oder in der Lagerstätte aufgefahren werden. Die Auffahrung der Grubenbaue kann in Streichrichtung oder quer zur Streichrichtung erfolgen. Zu den in Streichrichtung aufgefahrenen Grubenbauen zählen die Richtstrecken, die Abbaustrecken und die Sohlen- und Teilsohlenstrecken. Zu den quer zur Streichrichtung aufgefahrenen Grubenbauen gehören die Querschläge und bei besonders mächtigen Lagerstätten die Querstrecken. Zu den seigeren Grubenbauen gehören alle seigeren Schächte und Blindschächte. Bei den geneigten Grubenbauen unterscheidet man Grubenbaue, die schwebend zur Falllinie oder in der Falllinie aufgefahren werden. Zu den schwebend aufgefahrenen Grubenbauen zählen sämtliche Arten von Überhauen und Bremsberge. Zu den abfallend aufgefahrenen Grubenbauen gehören die Abhauen. Weitere geneigte Grubenbaue sind die Förderberge und die tonnlägigen Schächte.